# Bernsteinsäuremonomethylester
Bernsteinsäuremonomethylester ist eine organische chemische Verbindung aus der Gruppe der Bernsteinsäureester.

## Gewinnung und Darstellung
Bei der Reaktion von Bernsteinsäureanhydrid mit Methanol entsteht Bernsteinsäuremonomethylester.

## Eigenschaften
Bernsteinsäuremonomethylester ist ein weißer Feststoff, der löslich in Wasser ist. Bernsteinsäuremonomethylester kristallisiert im monoklinen Kristallsystem in der Raumgruppe P21/a (Raumgruppen-Nr. 14, Stellung 3) mit den Gitterparametern a = 9,768 Å; b =  5,688 Å, c = 12,411 Å und β = 111,4 °.